# Yodelice
Максим Нуччи́ (фр. Maxim Nucci; имя при рождении — Макси́м Родо́льф Нуши́ (фр. Maxime Rodolphe Nouchy); род. 23 февраля 1979 г., Кретей, Франция), также известный как Yodelice – французский автор-исполнитель, композитор, актер. Автор пяти музыкальных альбомов в стилистике фолк, рок, и поп. Автор саунтреков к фильмам «Кровные узы» и «Вечно молодой», в которых также был задействован как актер.

## Ранние годы
Максим Нуччи родился 23 февраля 1979 г. в городе Кретей, расположенном рядом с Парижем. C 6 лет учился игре на фортепиано при консерватории. В возрасте 15 лет продолжил обучение в музыкальной школе в Лондоне. После окончания учебы решил, что свяжет свою жизнь с музыкой, и остался преподавать в музыкальной школе игру на гитаре. Также он осваивает бас-гитару. Вместе с друзьями Нуччи организовал музыкальную группу Max, после чего начал рассылать демо-записи по крупным лейблам. Творчеством музыканта заинтересовалась звукозаписывающая компания Universal Music.
В 2001 году в качестве композитора и аранжировщика принял участие в создании первого альбома девичей поп-группы L5, участниц популярного телевизионного шоу Popstars.
В 2004 году выпустил свои первые сольные синглы "Dis à l'amour" и "La cour des anges". Исполнил роль молодого композитора в фильме Alive французского кинорежиссера Фредерика Берта. В саундтрек фильма также вошли семь песен, написанных Максимом Нуччи.
В 2006 году на лейбле Mercury Records выпустил эпонимический альбом "Maxim Nucci". Снялся в фильме «Не говори никому» французского режиссера Гийома Кане. Выступал «на разогреве» у таких известных артистов, как Айлин Барнс и Ванесса Паради.

## Появление Yodelice
В 2007 Максим Нуччи взял творческий отпуск и уехал в Гибралтар, местечко под названием La Casa Yodelice. Там он полностью переосмыслил свой сценический образ, позаимствовав у Тома Уэйтса и Боба Дилана манеру появляться на сцене в головном уборе, а вокальный стиль приблизив к Кэту Стивенсу и Рэю Ламонтейну. Также при создании нового образа артист вдохновляется мирами Джима Джармуша и Тима Бёртона. 
«Что это значит Yodelice? Вообще ничего! Знаю, это звучит как название какого-то йогурта или выпечки... На самом деле, три года назад я был в Гибралтаре, в месте, где мне было очень хорошо. Оно называлось La Casa Yodelice. Тогда я и создал под этим именем аккаунт на MySpace, после чего сохранил его на сцене». – Максим Нуччи в интервью журналу «Elle». 
Под мононимом Yodelice Максим Нуччи в 2009 году выпускает альбом "Tree of Life". Как и все следующие, альбом содержит песни, исполненные только на английском языке. Тем не менее, пластинка занимает 11 место в списке лучших французских альбомов 2009 года. Песня "Sunday with a Flu" стала популярной не только во Франции, но и в соседних Бельгии и Швейцарии. Клип на эту песню снимает режиссер Гийом Кане. В 2010 году "Tree of Life" получает музыкальную премию «Виктуар де ля мюзик» в номинации «Альбом-открытие года».

## Дискография

### Студийные альбомы
Как Максим Нуччи
- 2006 : Maxim Nucci

Как Yodelice
- 2009 : Tree of Life
- 2010 : Cardioid
- 2013 : Square Eyes
- 2022 : The Circle
- 2024 : What the Cure?

### Концертные альбомы
- 2014 : Like a Million Dreams

## Фильмография

### Композитор
- 2004 : Alive, реж. Фредерик Берт[фр.]
- 2005 : Mon maître d'école (документальный)
- 2008 : Mon clown (документальный)
- 2013 : Кровные узы, реж. Гийом Кане
- 2017 : Вечно молодой, реж. Гийом Кане

### Актер
- 2004 : Alive, реж. Фредерик Берт[фр.] : Матье
- 2006 : Не говори никому, реж. Гийом Кане : ассистент Шарлотты Берто
- 2008 : Однажды в Марселе (Очень страшный детектив), реж. Оливье Маршаль : Ричард
- 2010 : Маленькие секреты, реж. Гийом Кане : Фрэнк
- 2017 : Вечно молодой, реж. Гийом Кане : играет самого себя

## Личная жизнь
В 2002 году Максим Нуччи познакомился с французской певицей Дженифер Бартоли, которая пригласила его в студию для работы над своим дебютным альбомом. Вскоре после этого они начали встречаться. 5 декабря 2003 года Дженифер родила сына Аарона. В феврале 2008 года Максим и Дженифер объявили о своем расставании, но с тех пор поддерживают хорошие отношения.
В 2015 году Максим Нуччи начал встречаться с Изабель Итурбуру, французской телеведущей и спортивным журналистом. В 2018 году у них родилась дочь Мия.